# Elia Levita
Elia Levita in ebraico אליהו בן אשר הלוי אשכנזי (Ipsheim, 13 febbraio 1469 – Venezia, 28 gennaio 1549) è stato un poeta e grammatico tedesco di religione ebraica, attivo durante il periodo rinascimentale.
È l'autore del Bovo-Bukh (1507-1508), il più popolare romanzo cavalleresco scritto in yiddish, che, secondo Sol Liptzin, è "generalmente considerato la più eccezionale opera poetica in yiddish antico".

## Biografia
Nato a Ipsheim (o Neustadt an der Aisch) vicino a Norimberga, da una famiglia di leviti, era il più giovane di nove fratelli. Durante la prima maturità, gli ebrei furono espulsi da questa zona. Levita si trasferì nell'Italia settentrionale e a Padova, nel 1504, scrisse le 650 stanze in ottava rima del Bovo-Bukh, basato sul popolare romanzo Buovo d'Antona, a sua volta basato sul romanzo normanno Sir Bevis of Hampton.
Nel 1514 si trasferì a Venezia, dove scrisse due caustiche pasquinate. Nello stesso anno si trasferì a Roma, dove trovò un amico e un mecenate, nell'umanista e cardinale Egidio da Viterbo (1471-1532), nel cui palazzo visse per più di dieci anni. Levita insegnò l'ebraico ad Egidio e copiò manoscritti ebraici - per lo più di natura cabalistica - per la biblioteca del cardinale. La prima edizione del Sefer ha-Baḥur di Levita (Roma, 1518) è dedicata ad Egidio, al quale Levita dedicò anche la sua Concordanza (1521).
Il Sacco di Roma del 1527 costrinse nuovamente all'esilio Levita, che tornò a Venezia, dove lavorò come correttore di bozze e insegnante di ebraico Levita pubblicò a Venezia un trattato sulle regole della cantillazione intitolato Sefer Tuv Ta'am.
A settant'anni Levita lasciò moglie e figli e se ne andò a Isny nel 1540, accettando l'invito di Paul Fagius di sovrintendere la sua tipografia ebraica. Mentre lavorava con Fagius (fino al 1542 ad Isny (in Baviera), Levita pubblicò i seguenti lavori: Tishbi, un dizionario incentrato su parole che non compaiono nell'Arukh,  contenente 712 parole usate nel Talmud e nel Midrash, con spiegazioni in tedesco e una traduzione latina di Fagius (Isny, 1541); Sefer Meturgeman, che spiega tutte le parole aramaiche che si trovano nel Targum (Isny, 1541); Shemot Devarim, un elenco alfabetico delle parole tecniche ebraiche (Isny, 1542); e una nuova edizione del Bachur. Mentre si trovava in Germania, stampò anche il suo Bovo-Bukh. Al suo ritorno a Venezia, Elia, nonostante l'età avanzata, curò l'edizione di diverse opere, tra le quali il Miklol di David Kimhi, che corredò di note.
Elia Levita morì il 28 gennaio 1549 a Venezia, all'età di 80 anni.

## Discendenza
Elia Levità ha discendenti che vivono ancor oggi, tra i quali l'ex primo ministro britannico David Cameron, che lo descrive come "il mio antenato Elia Levita che ha scritto quello che viene considerato il primo romanzo in assoluto yiddish".
Suo nipote Elia si convertì al cattolicesimo e divenne gesuita cambiando il suo nome in Giovanni Battista Eliano.

## Opere
- Bovo-Bukh (1507-1508);
- Sefer Tüv Ta'am (1527), tratatto sugli accenti;
- Tishbi (1541);
- Sefer Meturgeman (1541);
- Shemot Debarim (1542);
- Versione in yiddish del Pentateuco, del Ketuvim (megillah), e dell'Haftarah (1544).